# R. Dean Taylor
R. Dean Taylor (født Richard Dean Taylor 11. maj 1939, Toronto, Canada, død 7. januar 2022) var en canadisk soul-/popsanger, sangskriver og producer. Han er bedst kendt for sangen "Indiana Wants Me", som nåede førstepladsen på hitlisterne i Canada og USA og andenpladsen i Storbritannien. Blandt hans andre hits kan nævnes "Gotta See Jane" og "There's a Ghost in My House".